# Podgrađe (Omiš)
Podgrađe je naselje u Splitsko-dalmatinskoj županiji. 

## Zemljopis
Nalazi se u Sridnjim Poljicima.

## Upravna organizacija
Gradsko je naselje grada Omiša po upravnoj organizaciji, iako je od samog naselja Omiša udaljeno nekoliko kilometara. Prosječna nadmorska visina je 200 m, prostor obiluje šumom (hrast, grab). Podgrađe je dobilo ime jer je iznad sela na brdu Gradac bila tvrđava (građe).
Nalazi se u drevnoj Poljičkoj Republici, tj. u srednjim Poljicima. Priroda čini granice toga mjesta, kanjon rijeke Cetine razdvaja sa sjevera Podgrađe s Katunima, istočno sa Zadvarjen, a korito rijeke Cetine razdvaja Podgrađe sa Slimenom. Podgrađe je puno prirodnih ljepota kao što su velika i mala Gubavica. Ima i arheoloških nalazišta. Podgrađe se nalazi 37 km od Splita.

## Stanovništvo
Većinsko i jedino autohtono stanovništvo ovog sela su Hrvati.
Po popisu stanovništva 2001. god. u Podgrađu živi 312 stanovnika raspoređenih na oko 4 km2 naselja. U Podgrađu je trenutačno 85 kućanstava i 180 stambenih objekata.
| broj stanovnika | 338   | 326   | 316   | 377   | 409   | 458   | 411   | 507   | 504   | 519   | 507   | 479   | 409   | 332   | 312   | 280   | 289   |
|                 | 1857. | 1869. | 1880. | 1890. | 1900. | 1910. | 1921. | 1931. | 1948. | 1953. | 1961. | 1971. | 1981. | 1991. | 2001. | 2011. | 2021. |